# Alice Boughtonová

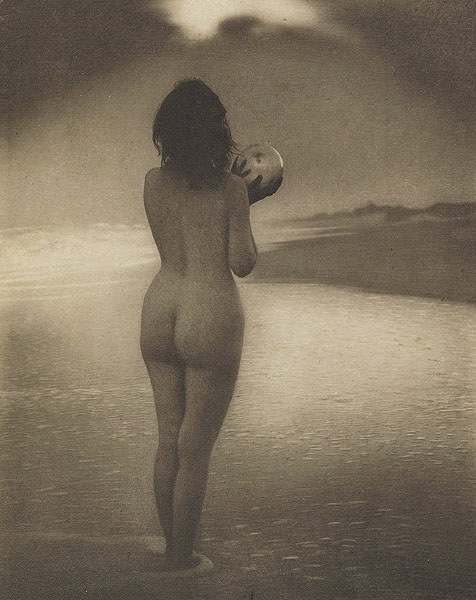
Alice Boughtonová: Svítání, fotografura v Camera Work č. 26, 1909

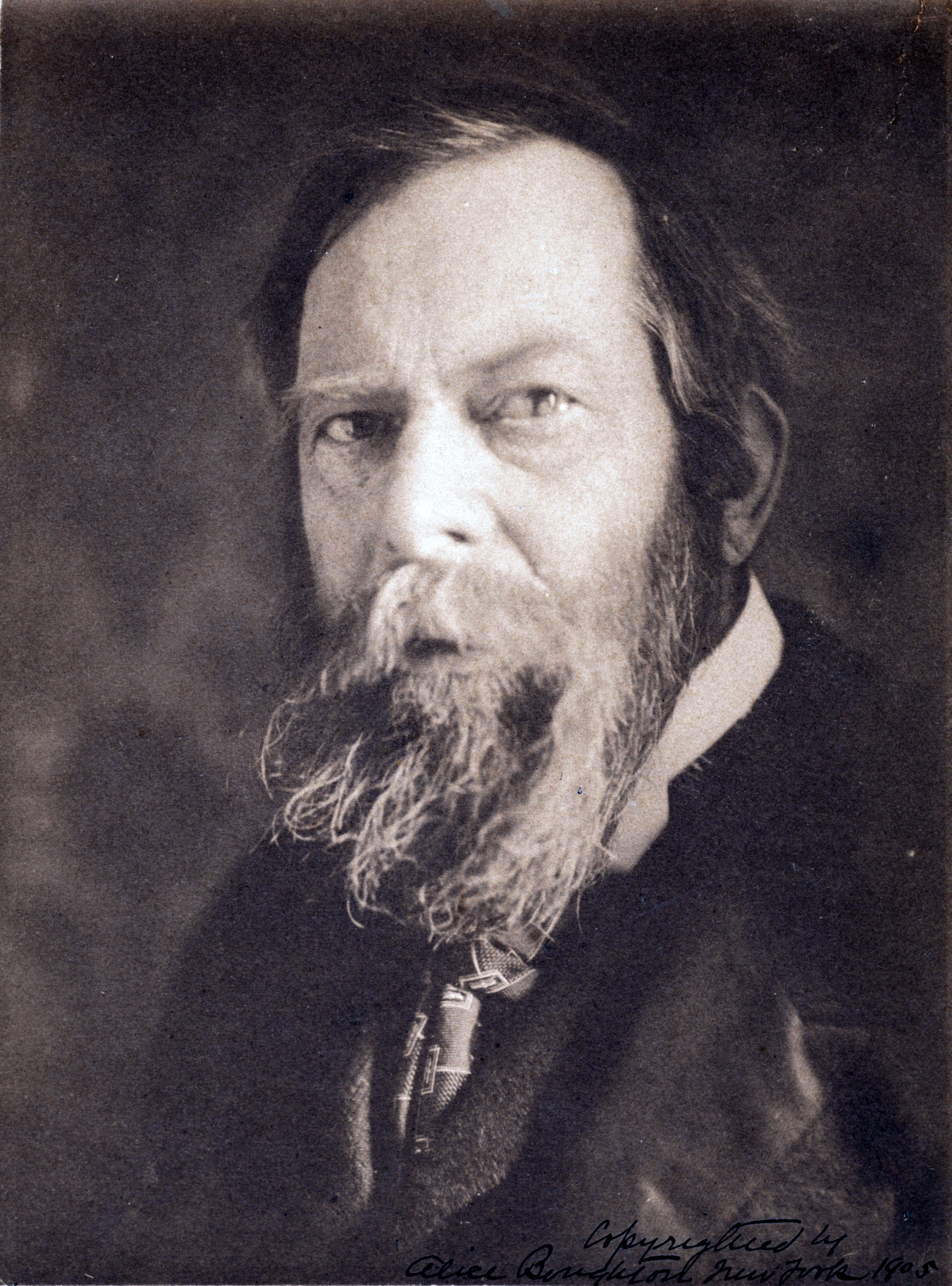
Alice Boughtonová: Albert Pinkham Ryder

Alice Boughtonová (nepřechýleně Boughton; 14. května 1866 nebo 1867 Brooklyn, New York – 21. června 1943) byla americká portrétní fotografka působící na počátku 20. století, známá svými fotografiemi mnoha literárních a divadelních postav své doby. Byla členkou spolku Fotosecese, kruhu vysoce kreativních a vlivných fotografů, jejichž úsilí pomohlo vynést fotografii na úroveň umělecké formy.

## Život
Alice Boughtonová se narodila v Brooklynu, v New Yorku 14. května 1866 nebo 1867. Její rodiče byli Frances Ayres a William H. Boughton, právník z New Yorku.
V osmdesátých letech 19. století začala Boughtonová studovat umění a fotografii na Pratt School of Art and Design. Tam se setkala s kolegyní studentkou Gertrudou Käsebierovou, se kterou později studovala v Paříži. Käsebierová ji rovněž zaměstnávala jako asistentku v jejím ateliéru, pravděpodobně ve stejné době, kdy Boughtonová studovala na Pratt School.
V roce 1890 si otevřela vlastní portrétní studio v ulici East 23rd v New Yorku, které si udržela dalších čtyřicet let. V roce 1904 poslala dopis Williamovi Butleru Yeatsovi, který uvedl adresu studia na Madison Avenue, což naznačuje, že založila nebo vlastnila více než jedno studio alespoň po krátkou dobu.
Kolem roku 1901 Boughtonová studovala umění v Římě a fotografii v Paříži, kde pracovala pro letní studio Käsebierové. Získala čestné uznání za svou práci na výstavě výtvarného umění Turn International Decorative and Fine Arts Exhibition v roce 1902.
Není známo kdy poprvé potkala Alfreda Stieglitze, ale je jasné, že ji znal a obdivoval její práci již v roce 1902, kdy měla svá dvě díla na zahajovací výstavě ve Stieglitzově Galerii 291 v New York City. O čtyři roky později, v roce 1906, byla jmenována členem spolku Fotosecese. V následujícím roce jí Stieglitz uspořádal výstavu ještě společně s fotografy Yarnallem Abbotem a Williamem B. Dyerem v Galerii 291. V roce 1909 publikovala šest svých fotografií a esej s názvem Photography, A Medium of Expression (Fotografie, médium vyjadřování), ve Stieglitzově časopise Camera Work (č. 26, duben, 1909).
Během tohoto období byly její fotografie součástí řady velkých výstav po celém světě, včetně přehlídky v Londýně, Paříži, Vídni, Haagu a New Yorku.
Boughtonová se stala jedním z nejvýznamnějších portrétních fotografů New Yorku, ačkoli pořídila řadu krajinářských snímků v USA i v Evropě, včetně slavného panství Rockefellerů Kykuit v Pocantico Hills (New York). Také se zabývala studiemi dětí, zejména svých vlastních dvou dcer, stejně jako ženskými akty v alegorickém nebo přirozeném prostředí.
Mezi její dalšími slavnými díly jsou portréty osobností jako byli například: Eugene O'Neill, Albert Pinkham Ryder, George Arliss nebo Robert Louis Stevenson. Její portrét Roberta Louise Stevensona se stal inspirací pro Johna Singera Sargenta k pořízení vlastního portrétu spisovatele.
Nejméně od roku 1920 až do své smrti sdílela Boughtonová svou rezidenci s umělkyní a učitelkou umění Idou Haskellovou (1861-1932). O Haskellové je známo, že byla instruktorkou na Pratt v době, kdy tam studovaly Käsebierová a Boughtonová. Když Boughtonová cestovala do Evropy v roce 1926, Haskellová ji na výletech doprovázela. Přesná povaha jejich vztahu není známá.
V roce 1931 Boughtonová zavřela své studio a zlikvidovala tisíce tisků. Natrvalo se přestěhovala do domu v Brookhavenu, Long Island, který sdílela s Haskellovou.
Boughtonová zemřela na zápal plic 21. června 1943.

## Práce a publikace
Její práce byly také zveřejněny v časopisu Camera Work v roce 1909.
Kolekce portrétů Photographing the Famous byla publikována v roce 1928 a zahrnovala takové osobnosti jako William Butler Yeats, Julia Wardová Howeová, Henry James, Walter de la Mare, Gilbert Keith Chesterton, Maxim Gorkij, John Burroughs, Ruth St. Denis, Eleanora Duse nebo Yvette Guilbertová.
Její díla jsou ve sbírkách Metropolitan Museum of Art, britské Národní portrétní galerie, americké Národní portrétní galerie, George Eastman House a dalších významných muzeí.

## Galerie

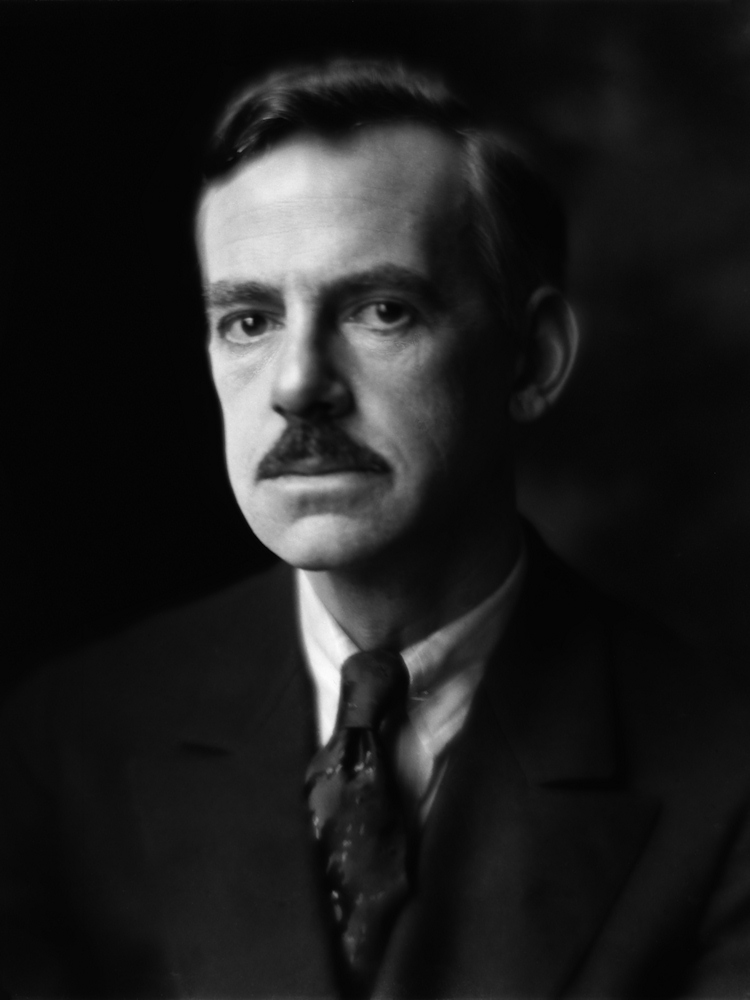
Alice Boughtonová: Eugene O'Neill
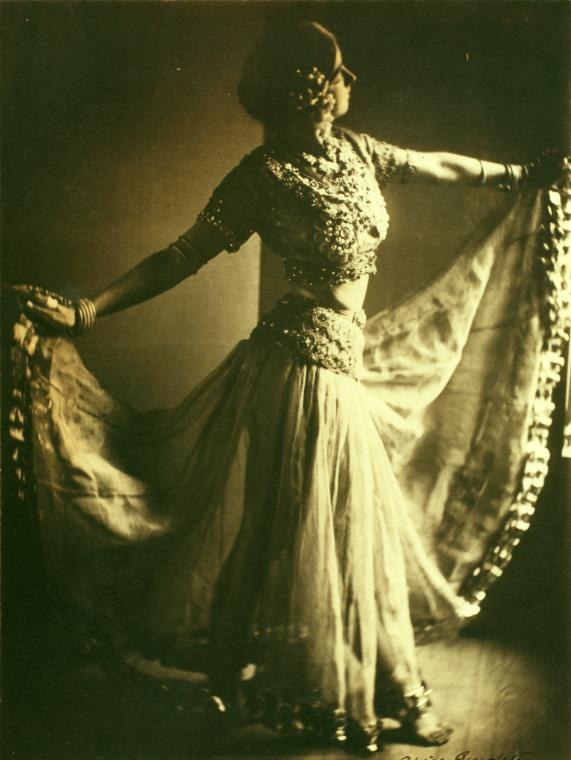
Ruth St. Denise
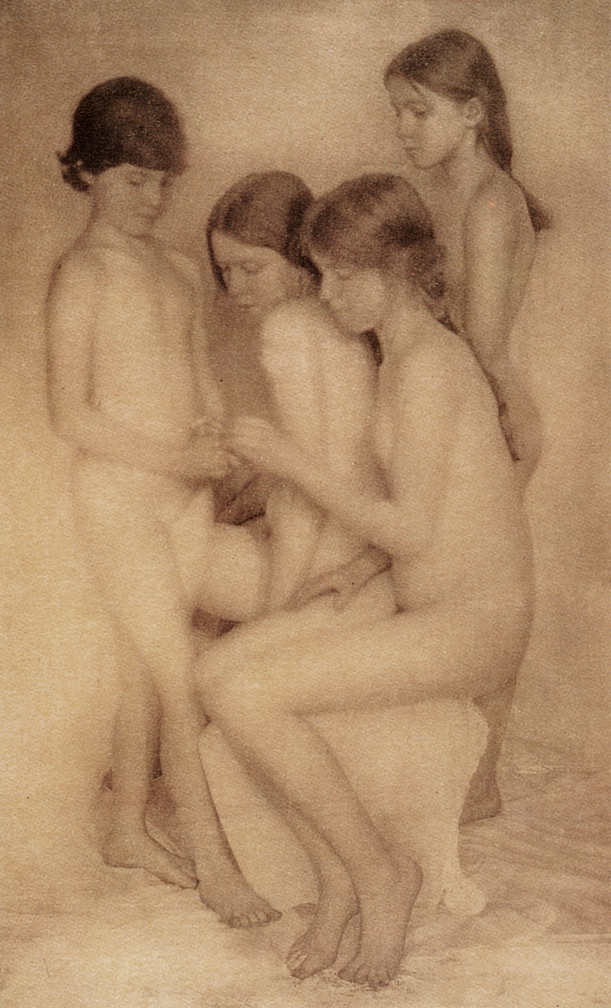
Akt, Camera Work č. 26, 1909
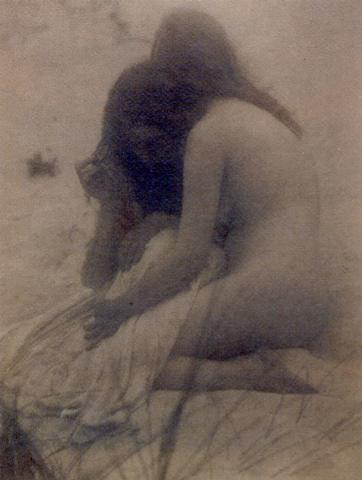
Comforted, 1906
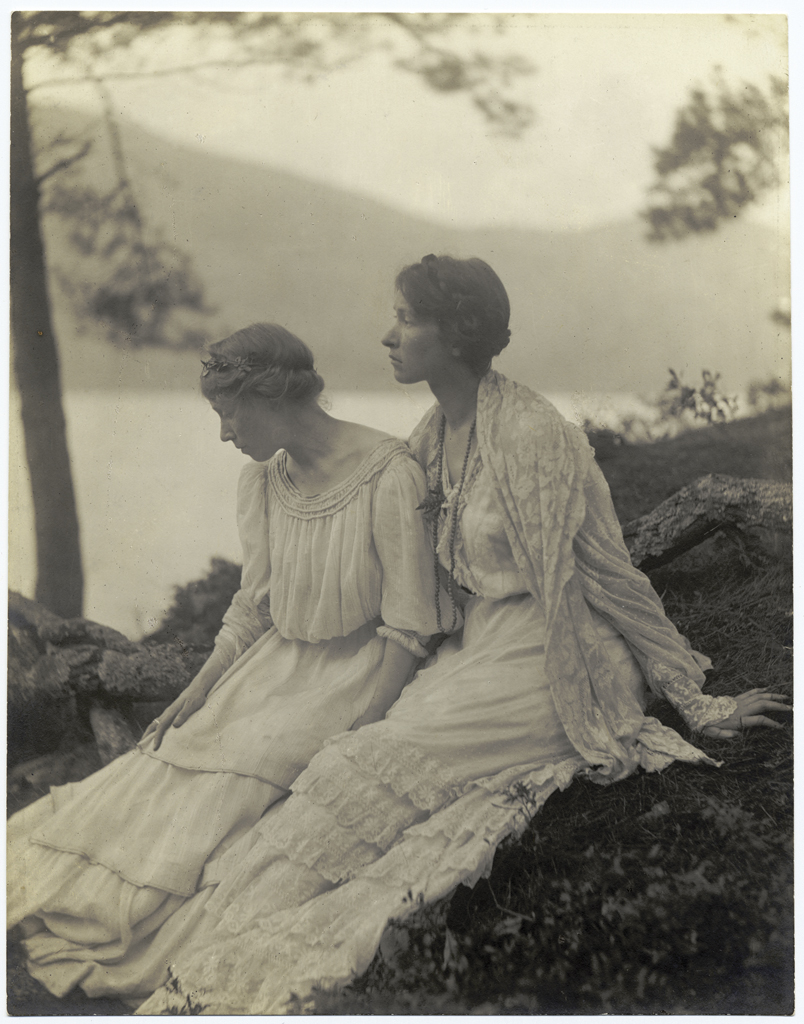
Dvě ženy pod stromem, 1906
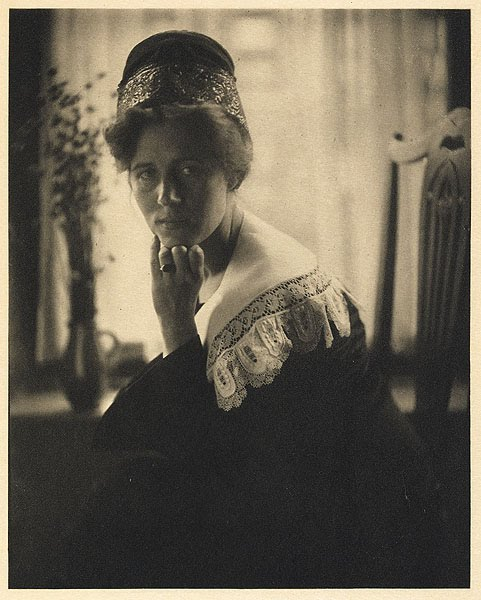
Dánská dívka, Camera Work, 1909
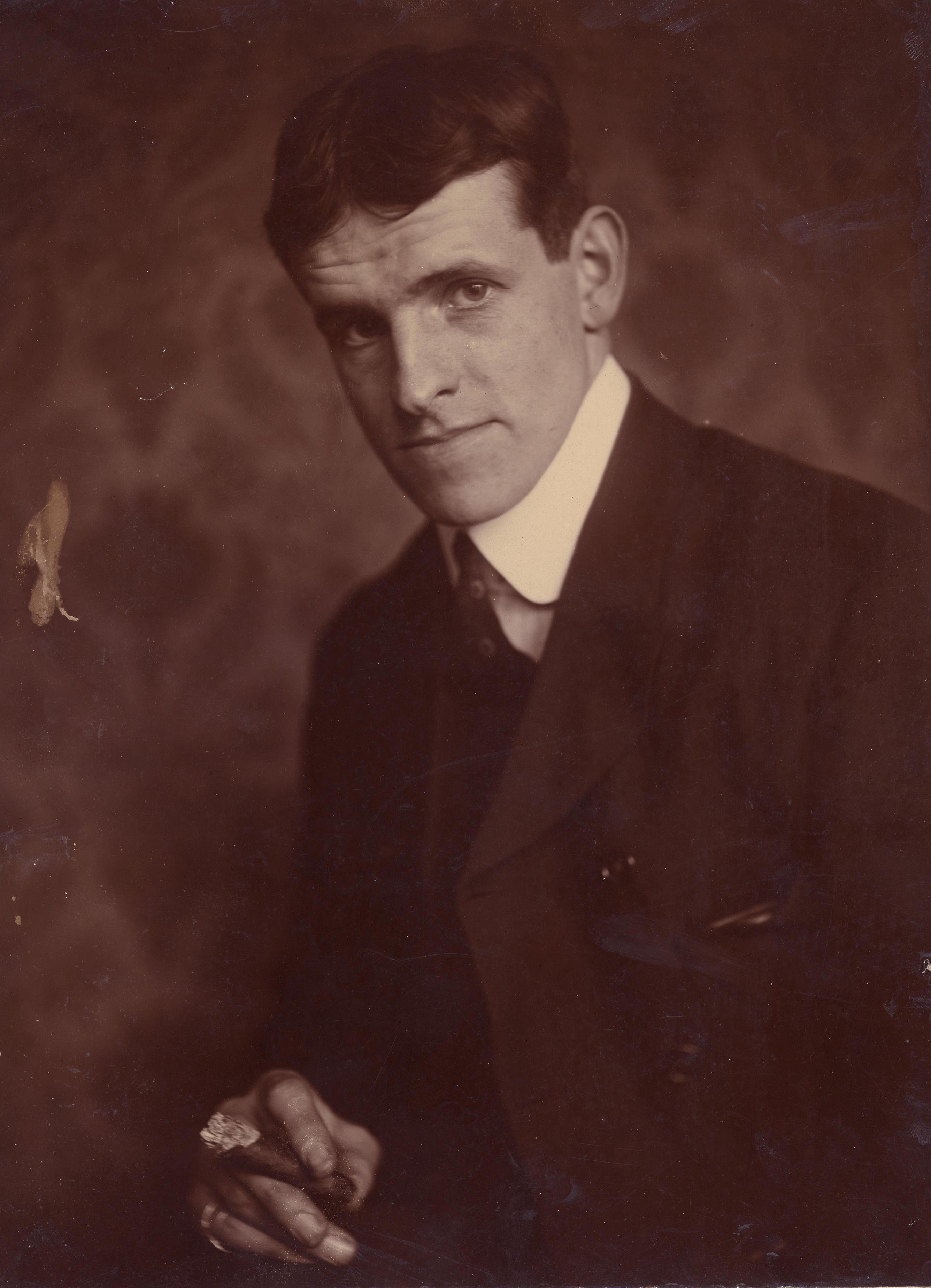
Jack Butler Yeats
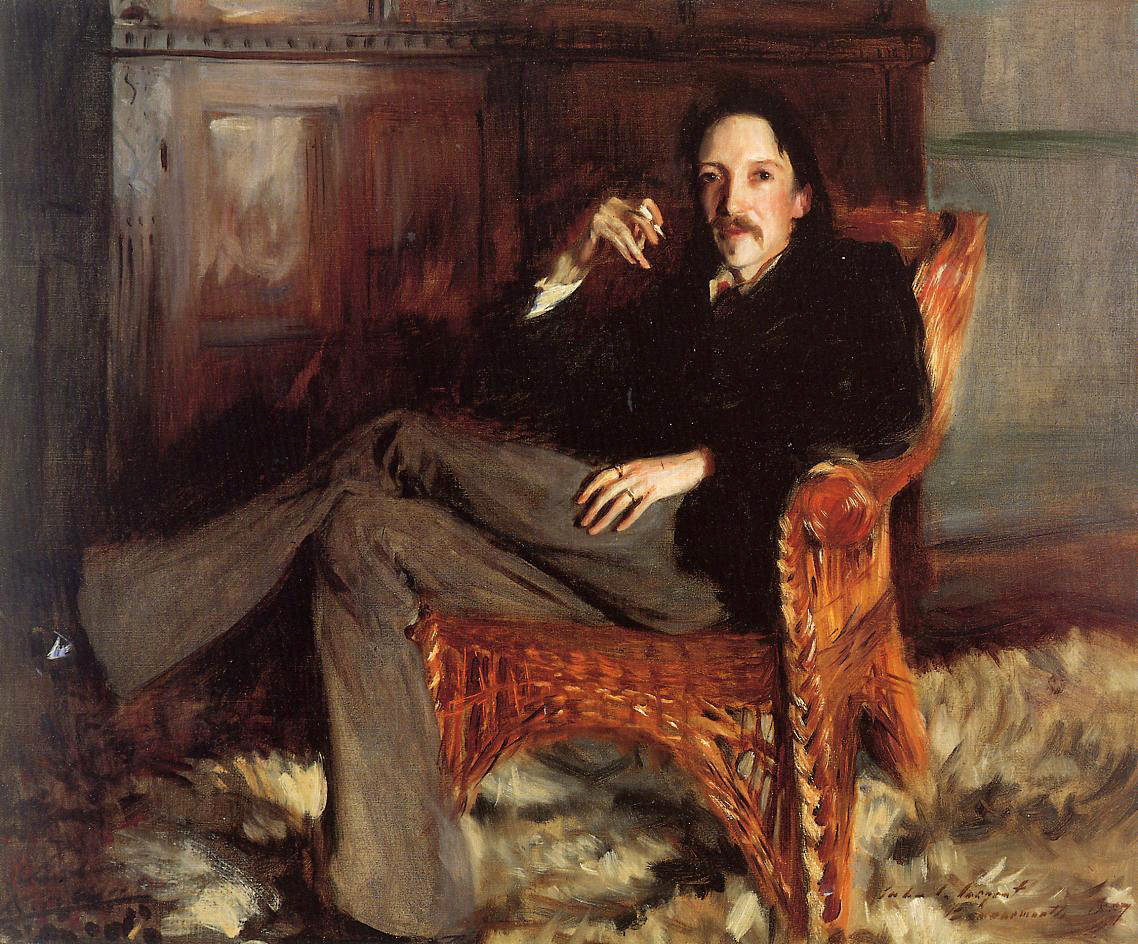
Sargents: portrét R. Stevensona podle fotografie Boughtonové

### Publikace
- BOUGHTON, Alice. Photographing the Famous. New York: Avondale Press, 1928.
- BOUGHTON, Alice. Camera Work. [s.l.]: [s.n.], 1909.